# 용인향교
용인향교(龍仁鄕校)는 대한민국 경기도 용인시 기흥구 언남동에 있는 향교이다. 1986년 5월 31일 용인시의 향토유적 제1호로 지정되었다가, 2018년 4월 30일 문화재 지정 예고를 거쳐, 2018년 9월 10일 경기도의 문화재자료 제188호로 지정되었다.

## 개요
용인향교(龍仁鄕校)의 건립연대는 조선 정종(定宗) 2년(1400)경에 설립된 것으로 추정되며, 본래의 위치는 "(舊)구성면 마북리 구교동(舊敎洞)"에 있었다고 한다. 구교동이란 지명은 바로 향교가 있었던 옛터란 뜻에서 연유한 것이다. 용인읍지에 의하면 그 규모가 대성전(大成殿)은 정면 3칸, 측면 3칸, 측면 3칸에 툇간이 있었고 신문(神門) 3칸, 전사청(典祀廳) 3칸, 제기고(祭器庫) 3칸이었다고 한다, 명륜당(明倫堂)은 정면 3칸에 좌우와 전면에 퇴(退)가 있었으며, 동서재(東西齋)가 각 4칸이고 외삼문(外三門)이 3칸에다가 홍살문이 1칸으로 3문 앞에 있었다고 한다. 고종 31년(1894)말에 과거제도가 폐지되고 일제치하를 거치면서 낡고 퇴락한 건물들을 모두 철거하였으나 지방 유림들의 정서를 생각하여 문묘(대성전)만은 현재의 위치로 이전(移轉)하였고 문묘(文廟)의 향사만 받들어 오다가 1911년 조선총독부령에 의하여 구한국의 학부(學部) 소관으로 된 후 일부 전결(田結)이 정리되는 등 쇠락의 길을 걸었다. 그리고 6.25 전란시 폭격으로 삼문(三門)이 소실되어 주초만 남아 있었다. 명륜당은 1960년대에 개축하였다. 1971년도에 대성전의 기와를 보수하고 좌우의 박공판을 교체하였다. 1986년 유림의 성금으로 앞에 계단을 신설하였고 명륜당 지붕을 번와한 것을 비롯하여 토담, 외삼문, 대성전 단청, 홍살문 등 2003년까지 여러 차례 보수하였다. 2000년도에는 충효교육관을 건립하여 2층은 유도회사무실 및 관리사택으로 사용하고 있다. 향교의 건물은 전형적인 전학후묘형식(前學後廟形式)에 따라 배치(配置)되어 있으며 매년 8월 석전제를 봉행하고 있다.

## 경기도 문화재자료 지정 사유
1읍 1교의 원칙아래 세워진 지방교육시설로서 정몽주, 조광조 등 연관 인물들의 비중과 연관되어 역사적 중요성이 충분히 인정된다. 역사적 중요성과 전형적인 유교건축의 모습을 보여주는 의미를 담고 있으며, 특히 3차 이건이후의 위치보전과 주요 유구의 배치, 대성전의 양호한 보존 상태에 비추어 가치가 있다.

## 참고 문헌
- 용인향교 - 용인시 문화관광 - 향토유적